# Universidad Privada Antenor Orrego
Die Universidad Privada Antenor Orrego / UPAO (auf Deutsch: Private Universität Antenor Orrego) ist eine peruanische private Universität in der Stadt Trujillo ins Departamento La Libertad. Sie wurde am 26. Juli 1988 gegründet.
Man benannte sie nach dem peruanischen Journalisten Antenor Orrego Espinoza.

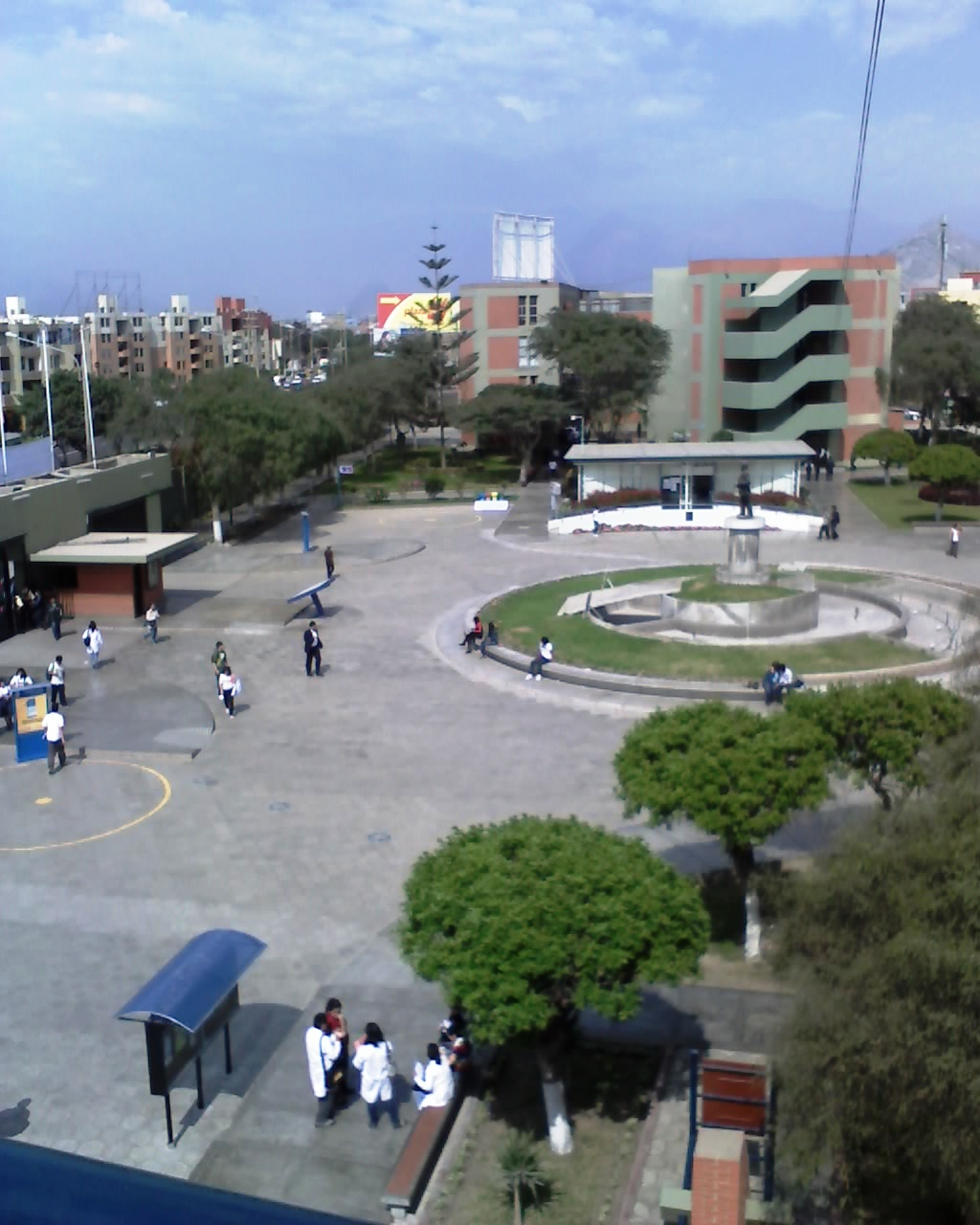
Blick auf den Campus

## Fachbereiche

### FB 01 – Ingenieurwissenschaften
- Bauingenieurwesen
- Elektrotechnik
- Informatik
- Softwaretechnik
- Telekommunikationstechnik

### FB 02 – Agrarwissenschaften
- Veterinärmedizin

### FB 03 – Humanmedizin
- Humanmedizin
- Psychologie
- Stomatologie

### FB 04 – Wirtschaftswissenschaften
- Rechnungswesen
- Wirtschaftswissenschaft
- Geschäftsführung

### FB 05 – Gesundheitswissenschaften
- Gesundheits- und Krankenpflege
- Tokologie

### FB 06 – Jura und Politikwissenschaft
- Jura

### FB 07 – Architektur, Stadtplanung und Kunst
- Architektur

## Partnerhochschulen
- Universidad de Morón, Argentinien
- Universidade Federal de Santa Catarina, Florianópolis, Brasilien
- Hochschule Merseburg (FH), Merseburg, Sachsen-Anhalt, Deutschland
- Hochschule Fulda, Fulda, Hessen, Deutschland
- Universidad Autónoma del Estado de Hidalgo, Mexiko
- Universidad de Castilla, La Mancha, Spanien
- Universidad de Salamanca, Salamanca, Spanien
- Universidad de Murcia, Murcia, Spanien
- Universidade do Porto, Porto, Portugal
- The Ohio State College of Medicine, Ohio, Vereinigte Staaten von Amerika